# Nidoran♂
Nidoran♂ is een Gif-type Pokémon geïntroduceerd in de 1e generatie van de Pokémon-spellen. Hij is paars met grote oren en een hoorn op zijn kop. Nidoran♂ is te vinden in onder andere Kanto, Johto, Hoenn en Kalos.
De basisaanvallen van Nidoran♂ zijn Leer en Peck, daarna de Vecht-type aanval Double Kick. Als een Gif-type leert hij ook veel Gif-type aanvallen zoals Toxic Spikes en Poison Jab.
Nidoran♂ evolueert op level 16 naar Nidorino, die weer evolueert met een maansteen naar Nidoking.
Nidoran♀ is de vrouwelijke versie van Nidoran♂. Nidoran♂ heeft hogere aanvalsstatistieken, terwijl Nidoran♀ hogere verdedigingsstatistieken heeft.